# Melanosuchus
A Melanosuchus a hüllők (Reptilia) osztályának krokodilok (Crocodilia) rendjébe, ezen belül az aligátorfélék (Alligatoridae) családjába és a kajmánformák (Caimaninae) alcsaládjába tartozó nem.

## Rendszerezés
A nembe az alábbi 1 élő faj és 1 fosszilis faj tartozik:
- fekete kajmán (Melanosuchus niger) (Spix, 1825)
- †Melanosuchus fisheri Medina, 1976 - miocén, Venezuela